# Долгорукова Софія Олексіївна
Княгиня Софія Олексіївна Долгорукова, при народженні графиня Бобринська, у другому шлюбі — ясновельможна княгиня Волконська (нар. 12 грудня 1887 — пом. 12 грудня 1949) — фрейліна двору (01.01.1907), російська авіаторка, одна з перших льотчиць-жінок.

## Біографія
Дочка графа Олексія Бобринського, народилась 1887 року у родині сенатора, обер-гофмейстера, голови Імператорської Археологічної комісії, від його шлюбу з Надією Олександрівною Половцовою, однією з перших російських астрономок-жінок. Дід її у своєму щоденнику 25 грудня 1887 року писав: «П'ятниця о 7 годині ранку народилася у моєї дочки Бобринської четверта дочка, названа Софія». Охрещена була 24 січня 1888 року. З дитинства захоплювалася точними науками. Чудово зналася на літературі і писала вірші. Як і сестри, Катерина і Домна, була пожалувана у фрейліни двору.
На початку 1907 року стала дружиною князя Петра Олександровича Долгорукова (1883—1925), штаб-ротмістра і конногвардійця. Шлюб не був вдалим і в 1913 році закінчився розлученням. Їх єдина дочка Софка виховувалася в родині Долгоруких, бабусею княгинею Ольгою Петрівною Довгорукою. Пізніше, вже при радянській владі, 12 листопада 1918 року в Петрограді Софія Олексіївна одружилася з дипломатом князем Петром Петровичем Волконським (1872—1957).
Закінчила Жіночий медичний інститут у Петербурзі. У період 1907—1912 роківна посаді лікарки-хірургині працювала в госпіталях. Під час Другої Балканської війни перебувала у складі російської медичної місії. Коли в Сербії почалася епідемія холери, відкрила в містечку Кочани лікарню. За свою волонтерську роботу в холерному таборі отримала нагороду з рук сербського короля Петра I.

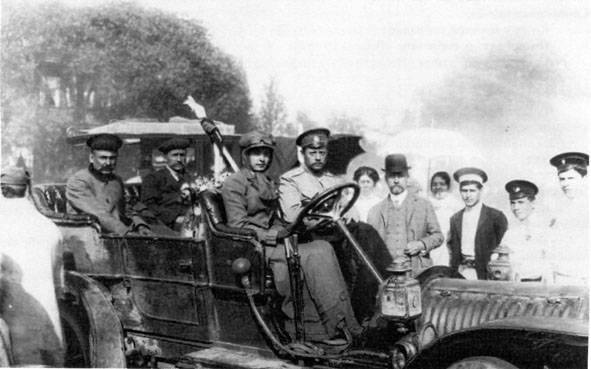
Софія Долгорукова під час Імператорського пробігу 1910 року

Крім медицини, цікавилася автомобілями і літаками. Була однією з перших у Російській імперії жінок-автомобілісток і авіаторок. Перебувала у складі Імператорського російського автомобільного товариства. Була єдиною жінкою серед 48 учасників Київського автопробігу довжиною 3200 кілометрів на приз Його Імператорської Величності Миколи II, що проходив з 16 по 29 червня 1910 року.
На початку 1910-х років захопилася авіацією. У 1912 році пройшла початкову льотну підготовку в Шартській школі пілотів-авіаторів французького аероклубу під керівництвом пана Блеріо (фр. Bleriot) в Парижі. Повернувшись в Росію, вступила до школи пілотів Імператорського російського аероклубу (ІРАК) і 5 квітня 1914 року отримала посвідчення пілота № 234.
З початком Першої світової війни клопотала про призначення у військову авіацію, але прохання було відхилено, і княгиня Долгорукова пішла на фронт сестрою милосердя. Була нагороджена Георгієвським хрестом. Навесні 1917 року прем'єр-міністр Тимчасового уряду О. Ф. Керенський офіційно дозволив жінкам служити в армії.
Софія Долгорукова служила в 26-му КАЗ (корпусний авіаційний загін) разом з Оленою Самсоновою і, можливо, зробила кілька бойових вильотів на розвідку як спостерігачка. Після встановлення радянської влади деякий час жила в Російській республіці, але, занепокоєна долею дочки, в 1919 році виїхала до Англії. У 1921 році повернулася до СРСР, щоб визволити з в'язниці свого чоловіка і вже разом з ним повернулася в Лондон.
У 1926 році, вже у Франції, знову здала іспити на право водіння автомобіля і стала працювати водійкою таксі. Чоловік підробляв перекладами, працював бухгалтером і клерком, в 1927—1928 роках працював у Дьєппі в казино барона Гінзберга, де Софія Олексіївна також підробляла гідесою-перекладачкою. З 1928 року працювала секретаркою у маркіза Ганея (фр. Ganay). Під час окупації Парижа у вересні 1942 року відвідувала доньку в німецькому полоні. Померла у Франції 12 грудня 1949 року, похована на одному з кладовищ Парижа.

## Дочка
Княжна Софія Петрівна Долгорукова (23.10.1907—26.02.1994), виховувалася бабусею княгинею Ольгою Петрівною Долгорукою. Разом з нею в квітні 1919 року на борту британського лінкора «Мальборо» покинула Росію. Отримала освіту в приватній шотландської школі. В 1931 році одружилася зі Львом Зінов'євим і народила двох синів, у 1933 році Петра, а в 1935 році — Ієна. У 1937 році розлучилася і пошлюбила Грея Скіпуїта (1912—1942), народила сина Патріка (1938).
У передвоєнні роки, завдяки своїм комуністичним симпатіям здобула популярність як «червона княгиня». У роки окупації Франції брала участь у русі Опору, була заарештована нацистами. Після репатріації вступила в компартію і володіла невеликою турфірмою, що займається організацією поїздок у країни Східної Європи та СРСР. Була авторкою куховарської книги «Їжте по-російськи», підручника граматики російської мови для початківців і циклу переказів.

## Праці
Софія Олексіївна — авторка книги про Москву, виданої в Парижі російською мовою в 1928 році; публікації «Горе переможеним» (1934, Париж); її перу належать статті та огляди у часописах «Відродження» та «Російська думка».